# Hymenophyllum affine
Hymenophyllum affine là một loài thực vật có mạch trong họ Hymenophyllaceae. Loài này được (Bosch) Racib. miêu tả khoa học đầu tiên năm 1898.